# ブランデンブルク (フリゲート)
ブランデンブルク（ドイツ語：Brandenburg, F 215）は、ドイツ海軍のフリゲート。ブランデンブルク級フリゲートの1番艦。艦名はブランデンブルク州に由来する。

## 艦歴
当初の予定艦名は「ドイッチュラント」であったが、起工直前に「ブランデンブルク」に改名された。
「ブランデンブルク」は、ブローム・ウント・フォスハンブルク造船所で1992年2月11日に起工し、1992年8月28日に進水、1994年10月14日に就役し第6フリゲート戦隊に配属された。
命名・進水式の際には当時のブランデンブルク州首相マンフレート・シュトルペの妻イングリット・シュトルペが命名し、ブランデンブルク州が後援団体となっている。「ブランデンブルク」は再統一後の東部ドイツ連邦州では初めてその名を与えられたドイツ海軍艦艇となった。
2006年に第2フリゲート戦隊に所属変更される。2006年、国際連合レバノン暫定駐留軍ではレバノン沖に展開し、2009年にはアタランタ作戦に参加しソマリア沖に展開する。
第2機動隊群第2フリゲート戦隊に所属し、ヴィルヘルムスハーフェンを母港としている。